# Epimelitta eupheme
Epimelitta eupheme är en skalbaggsart som först beskrevs av Auguste Lameere 1884.  Epimelitta eupheme ingår i släktet Epimelitta och familjen långhorningar. Inga underarter finns listade i Catalogue of Life.